# Andreas Schelfhout
Pour les articles homonymes, voir Schelfhout.
Andreas Schelfhout (16 février 1787, La Haye - 19 avril 1870, La Haye) est un peintre des Pays-Bas spécialisé dans la peinture de paysage d'hiver.

## Biographie
Andreas Schelfhout est né le 16 février 1787 à La Haye aux Pays-Bas. Il commence sa carrière comme peintre décorateur dans l'atelier de son père. Il s'initie à la peinture et au dessin comme amateur pendant son temps libre. Après une exposition de peinture qui rencontre un succès, son père le convainc de prendre des cours de peinture auprès du maître Joannes Breckenheimer, à La Haye. Il apprend les aspects techniques de la peinture et étudie avec minutie les œuvres des paysagistes du XVIIe siècle tels que Meindert Hobbema et Jacob van Ruisdael.
En 1815, il crée son propre atelier de peinture et devient membre de la société des artistes du Studio Pulchri à La Haye. Grâce à son excellence dans la technique picturale, son sens de la composition et l'utilisation des couleurs naturelles, sa renommée dépasse rapidement les limites de La Haye. En 1819, il reçoit une médaille d'or à l'exposition de peinture d'Anvers. En 1818, il devient membre de l'Académie royale des arts visuels d'Amsterdam. Sa réputation continue à croître et en 1822, il obtient le rang de correspondant de quatrième classe de l'institut royal des Pays-Bas. À partir de ce moment-là, il enchaîne les expositions de peinture.
Au début de sa carrière, il peint essentiellement des scènes d'été, des paysages de plage, et des peintures d'animaux. Mais dès lors que ses peintures d'hiver rencontrent un grand succès, il en fait sa spécialité et expose ses peintures dans les différentes villes d'exposition. Il est principalement un artiste d'étude, qui s'inspire de ses croquis esquissés en plein air. Son cahier de croquis Liber Veritatis (Livre de la Vérité, inspiré de celui du Lorrain) montre qu'il peint environ une vingtaine d'œuvres par an, dont quelques paysages exécutés à l'étranger. Il a en effet voyagé à l'étranger vers 1825. Plus tard, il a visité la France en 1833, l'Angleterre en 1835 (en particulier pour étudier les travaux de Constable) et en Allemagne. En 1839, il est récompensé du titre de ridder in de orde van de Nederlandse Leeuw, et en 1844 il devient membre honoraire de Kunst zij ons doel.
Il fut également le professeur de plusieurs peintres qui à leur tour sont devenus célèbres : Johan Hendrik Weissenbruch, Johan Jongkind (un des précurseurs des Impressionnistes), Charles Leickert, Johannes Josephus Destree, Jan Willem van Borselen, Nicholas Roosenboom, Willem Troost, le peintre américain Louis Rémy Mignot de l'école de l'Hudson et son gendre Wijnand Nuijen.
Il meurt le 19 avril 1870, dans la ville de La Haye. Une rose gallique lui est dédiée par Parmentier sous le nom de 'Rose de Schelfhout'.

## Œuvres
Ses œuvres sont exposées dans les musées suivants :
- Rijksmuseum, Amsterdam
- Musée Boymans-van Beuningen, Rotterdam
- Dordrechts museum, Dordrecht
- Teylers Museum, Haarlem,
- Museum Jan Cunen, Oss
- Musée royal des beaux-arts d'Anvers, Anvers
- Musée des beaux-arts de Gand, Gand
- Groeningemuseum, Bruges
- National Gallery, Londres
- The Wallace Collection, Londres
- Tyne and Wear Museums

Œuvres de Andreas Schelfhout
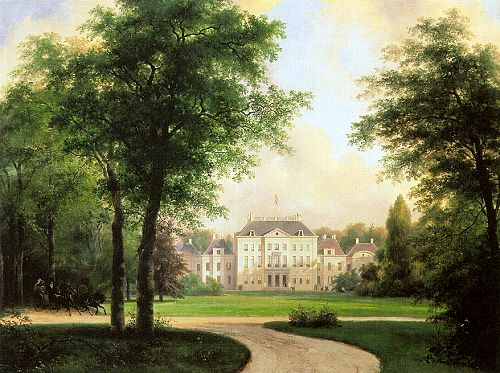
Het Loo (1838)
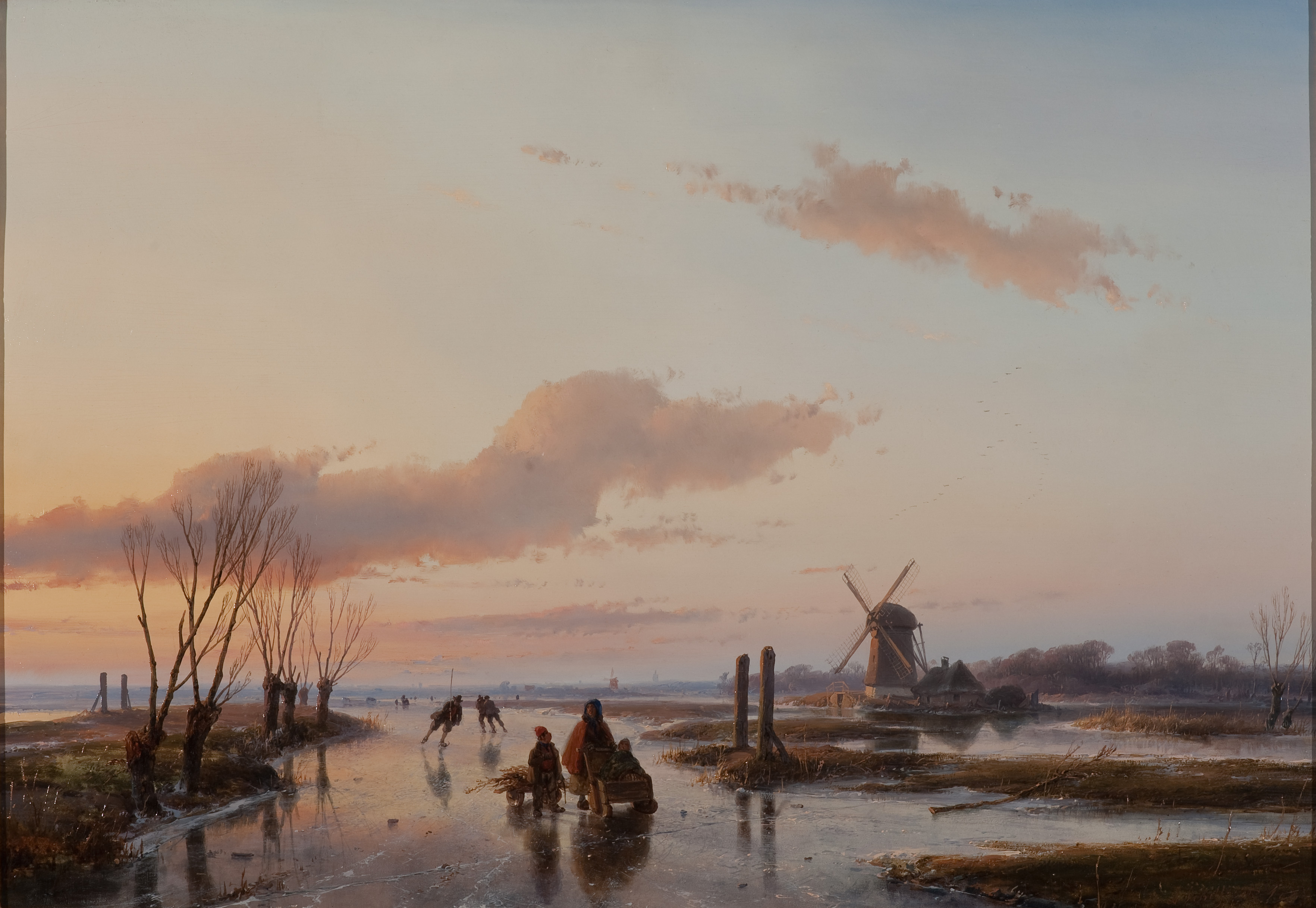
Passage gelé, 1845.
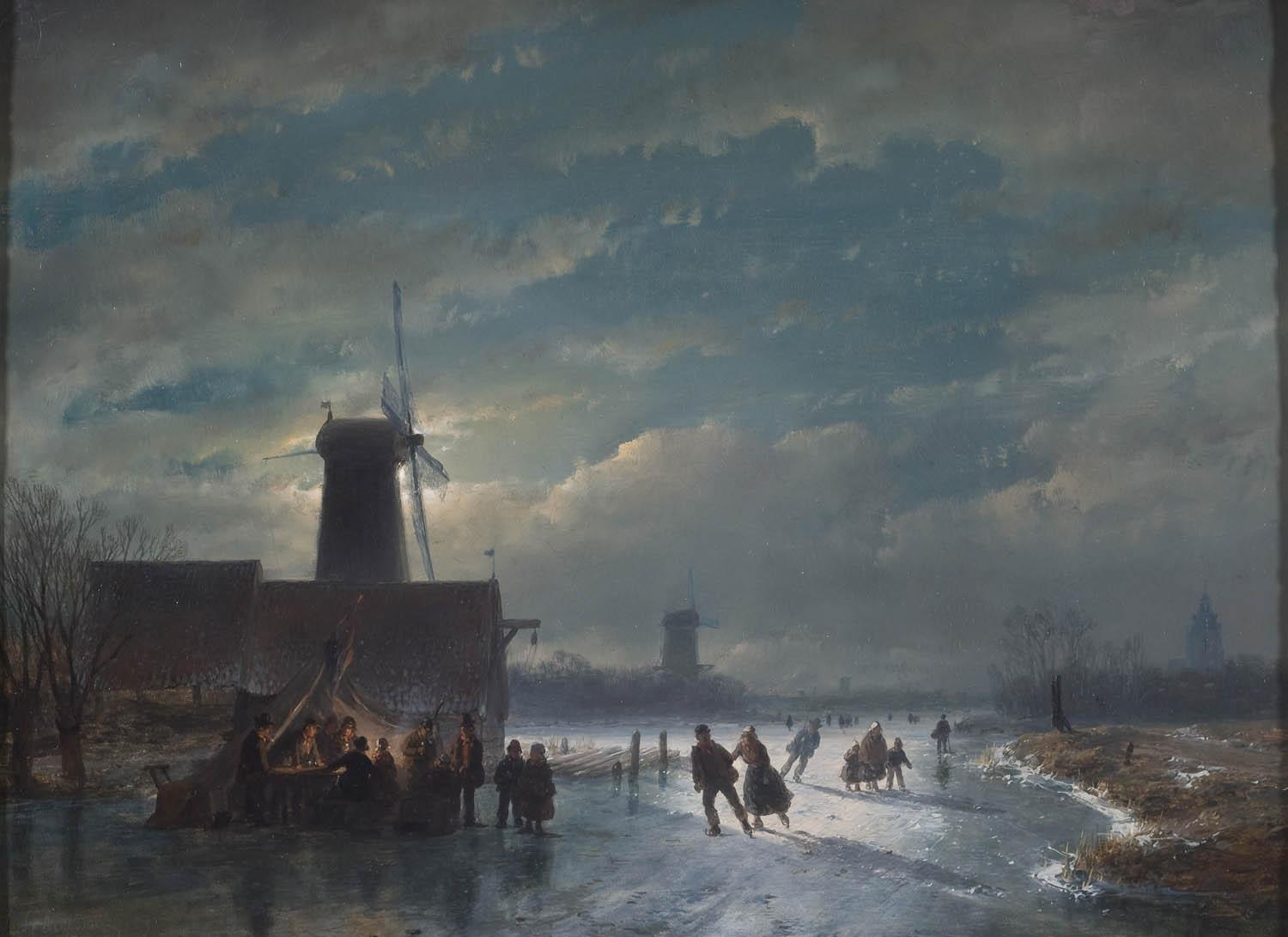
Paysage d'hiver, 1849.

## Honneur
- Chevalier de l'ordre de Léopold (1er décembre 1845)[3].